# Сагатов, Серикбай Жузжасарович
Серикбай Жузжасарович Сагатов (узб. Serikbay Juzjasarovich Sagatov; род. 14 сентября 1949 года, Тамдынский район, Навоийнская область, Узбекская ССР, СССР) — главный чабан ширкатного хозяйства «Бирлик» Тамдынского района Навоийской области, Герой Узбекистана (2003).

## Биография
В 1964 году после окончания средней школы начал трудовую деятельность помощником пастуха в колхозе «Бирлик» Тамдынского района. С 1970 года он стал главным пастухом этой фермы. Он внёс значительный вклад в восстановление и развитие каракулеводства в пустыне Кызылкум, а также добился значительных успехов в улучшении породы каракульских овец, улучшении и внедрении современной зоотехники и ветеринарной практики. За прошедшие годы ему удалось вырастить 114 — 120 ягнят, оставляя 75-95 % из них для разведения и увеличение количества реализуемых каракулей.